# Lake Point Tower
Der Lake Point Tower ist ein Wohngebäude am Lake Michigan in Chicago, nördlich vom Chicago River.
Das 1968 erbaute Gebäude wurde entworfen von den Architekten John Heinrich und George Schipporeit, beide Schüler von Ludwig Mies van der Rohe. Bei der Fertigstellung war es das höchste Apartment-Gebäude der Welt.
Die rund 720 Eigentumswohnungen haben fast ausnahmslos Blick auf den See und zu einem Teil auf die Skyline Chicagos.
Die Fassade besteht aus bronzefarbenem Sonnenschutzglas mit dunklen Aluminiumprofilen. Sie ist als Vorhangfassade um das Gebäude gespannt und zeigt keine Untergliederungen. Auf Grund der starken Winde wurde auf Balkone verzichtet. In einem runden Aufbau auf dem Dach des Gebäudes befindet sich ein öffentlich zugängliches Restaurant.